# Kari Matchett
Kari Matchett (Spalding, Saskatchewan, 25 de marzo de 1970) es una actriz canadiense de cine y televisión. Interpretó a Mariel Underlay en Invasion, a Lisa Miller en 24 y a Kate Filmore en la película de ciencia ficción Cube 2: Hypercube. Matchett participó en la serie estadounidense de televisión Covert Affairs (2010-14).

## Biografía

### Trayectoria
En Canadá, su primer papel importante fue en The Rez, y su primer papel protagonista fue Colleen Blessed en Power Play (1998-2000). Matchett participó en la serie de televisión A Nero Wolfe Mystery (2001-2002) donde interpretaba a varios personajes, incluyendo un papel regular como Lily Rowan. En Wonderfalls, interpretó a Beth, la lesbiana de quien está enamorada la hermana del protagonista.
En 2002, interpretó a Kate Filmore en la película de ciencia ficción y horror Cube 2: Hypercube. Ese año protagonizó con Timothy Hutton la miniserie de Syfy Five Days to Midnight. Su siguiente papel fue el de Elaine Bender en Blue Murder en 2004. En 2001 ya había aparecido en esta serie como la sospechosa de un asesinato; por este papel ganó el prestigioso Premio Gemini.
En 2005, Matchett protagonizó la serie de ABC Invasion, sobre alienígenas que toman aspecto de humanos. También apareció en Plague City: SARS in Toronto, así como en Studio 60 on the Sunset Strip como Mary Tate, en Shark y en Wild Card. Interpretó a una madre soltera acosada por su novio en Intimate Stranger, en 2006. En ese mismo año protagonizó con Peter Krause la película Civic Duty, como Marla.
En 2007, se unió al reparto de 24 como Lisa Miller. En junio de ese año, Matchett interpretó a Kate Armstrong en la serie de TNT Heartland. En 2007 y 2008, Matchett participó en ER como Skye Wexler. En 2008 y 2009, interpretó a Jules, la hija de Dennis Hopper, en la aclamada serie Crash. Tuvo un papel regular en la serie de TNT Leverage, de nuevo con Timothy Hutton, representando a la exmujer de Hutton. El 2009 fue protagonista en el film navideño "El árbol nacional".
Desde 2010 Matchett protagoniza la serie estadounidense Covert Affairs como la oficial de la CIA Joan Campbell. Matchett tuvo un papel secundario en la película de Terrence Malick The Tree of Life, con Sean Penn y Brad Pitt. Fue rodada en 2008 y recibió la Palma de Oro en el festival de Cannes de 2011.

### Vida personal
Kari se casó con el director T. W. Peacocke en 1998 y se separaron en 2004. En junio de 2013 dio a luz a su primer hijo.